# Idioctis
Idioctis es un género de arañas migalomorfas de la familia Barychelidae. Se encuentra en Oceanía, sudeste de Asia. Madagascar y Seychelles.

## Lista de especies
Según The World Spider Catalog 11.5:
- Idioctis eniwetok Raven, 1988
- Idioctis ferrophila Churchill & Raven, 1992
- Idioctis helva L. Koch, 1874
- Idioctis intertidalis (Benoit & Legendre, 1968)
- Idioctis littoralis Abraham, 1924
- Idioctis marovo Churchill & Raven, 1992
- Idioctis talofa Churchill & Raven, 1992
- Idioctis xmas Raven, 1988
- Idioctis yerlata Churchill & Raven, 1992